# Santiago la Mesilla
Santiago la Mesilla är en ort i Mexiko.   Den ligger i kommunen Tzimol och delstaten Chiapas, i den sydöstra delen av landet, 800 km sydost om huvudstaden Mexico City. Santiago la Mesilla ligger 626 meter över havet och antalet invånare är 215.
Terrängen runt Santiago la Mesilla är varierad. Runt Santiago la Mesilla är det ganska glesbefolkat, med 35 invånare per kvadratkilometer. Närmaste större samhälle är Comitán, 18,9 km nordost om Santiago la Mesilla. Omgivningarna runt Santiago la Mesilla är en mosaik av jordbruksmark och naturlig växtlighet.